# Contea di Changxing
La contea di Changxing (长兴县S) è un distretto della Cina, situato nella provincia dello Zhejiang.